# St. Margaret Falls
Die St. Margaret Falls sind Wasserfälle auf der Karibikinsel Grenada.

## Geographie
Die Wasserfälle liegen im Parish Saint Andrew in der Nähe des Grand Etang Lake auf einer Höhe von ca. 400 m.